# Abdulla Aripov

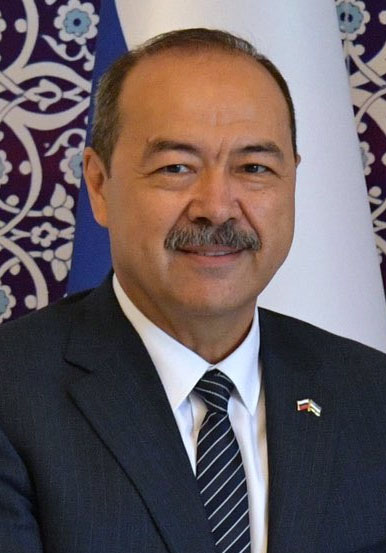
Abdulla Aripov, 2019

Abdulla Nigʻmatovich Aripov (russisch Абдулла Нигматович Арипов Abdulla Nigmatowitsch Aripow; * 24. Mai 1961 in Taschkent) ist ein usbekischer Politiker der Liberaldemokratischen Partei und Premierminister von Usbekistan.

## Leben
Abdulla Aripov wurde am 24. Mai 1961 in Taschkent, der Hauptstadt der usbekischen SSR geboren. Er besuchte die Taschkenter Universität für Informationstechnologie.
Von 1983 bis 1992 arbeitete er als Elektroingenieur bei der Telefon- und Telegrafenstation in Taschkent. Anschließend arbeitete er bis 1993 als Chefspezialist im Kommunikationsministerium der neu gegründeten Republik Usbekistan. Von 1993 bis 1995 war er stellvertretender Direktor des Außenhandelsunternehmens Uzimpeksaloka. Für kurze Zeit arbeitete er als Leiter der Bau- und Versorgungsabteilung des Kommunikationsministeriums der Republik Usbekistan. Von 1995 bis 1996 arbeitete er als Generaldirektor des JV „TashAfinalAL“. Danach arbeitete er für kurze Zeit als Leiter der Abteilung für Privatisierung und Wettbewerbsentwicklung des Kommunikationsministeriums der Republik Usbekistan. 1997 arbeitete er als Leiter der Abteilung für Markttransformationen und Wertpapiere der usbekischen Post- und Telekommunikationsagentur. Von 1997 bis 2000 war er Direktor des Fonds für staatliche Unterstützung der Entwicklung von Post und Telekommunikation. Von 2000 bis 2001 arbeitete er als erster stellvertretender Generaldirektor der usbekischen Post- und Telekommunikationsagentur.
Am 30. Mai 2002 wurde Aripov zum stellvertretenden Ministerpräsidenten Usbekistans und zum Generaldirektor der Kommunikations- und Informationsagentur Usbekistans ernannt. Ab Oktober 2009 betreute er die Bereiche Soziales, Wissenschaft, Bildung, Gesundheit, Kultur und war zuständig für Kontakte zu GUS-Partnern. Am 4. Februar 2005 wurde Aripov zum stellvertretenden Ministerpräsidenten ernannt. Dann wurde er im August 2012 in einer Umbesetzung zum Leiter des Komplexes für Informationssysteme und Telekommunikation ernannt. Seit Dezember 2016 ist er als Nachfolger von Shavkat Mirziyoyev Ministerpräsident von Usbekistan. Nach der Parlamentswahl in Usbekistan 2019/20 wurde er vom neu gewählten Parlament in seinem Amt bestätigt. Aripov ist verheiratet und hat fünf Töchter. Er ist Träger der staatlichen Orden „Do'stlik“ und „Mehnat shuhrati“ (Freundschaft und Arbeitsruhm).